# 拉瓦勒普拉代勒
拉瓦勒普拉代勒（法語：Laval-Pradel，法語發音：[laval pʁadɛl]）是法国加尔省的一个市镇，属于阿莱斯区。

## 地理
拉瓦勒普拉代勒（44°13'54"N, 4°3'32"E）面积17.68 平方千米，位于法国奧克西塔尼大區加尔省，该省份为法国南部沿海省份，南端濒地中海，北起顺时针与阿尔代什省、沃克吕兹省、罗讷河口省、埃罗省、阿韦龙省和洛泽尔省接壤。
与拉瓦勒普拉代勒接壤的市镇（或旧市镇、城区）包括：拉格朗孔布、勒马尔蒂内、波特、欧佐内河畔圣弗洛朗、圣于连莱罗西耶、圣马丹-德瓦尔加尔格、莱萨勒迪加尔东。

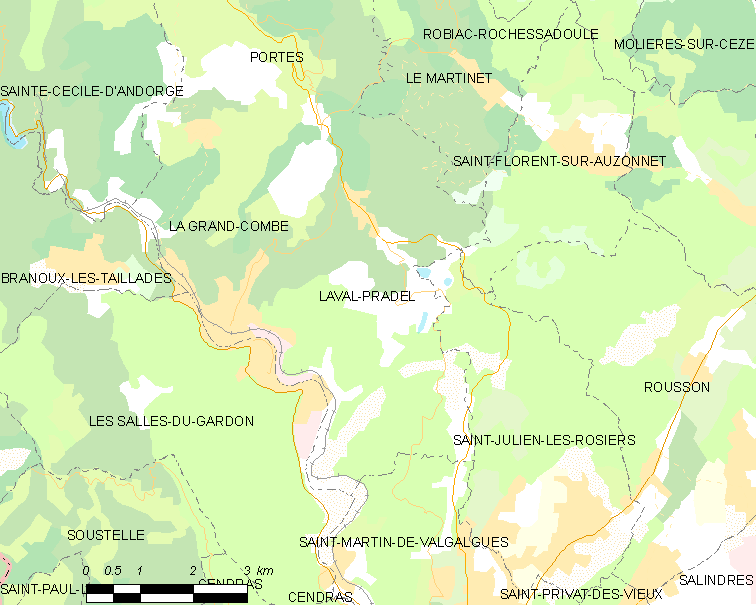
拉瓦勒普拉代勒的OSM定位图

拉瓦勒普拉代勒的时区为UTC+01:00、UTC+02:00（夏令时）。

## 行政
拉瓦勒普拉代勒的邮政编码为30110，INSEE市镇编码为30142。

## 政治
拉瓦勒普拉代勒所属的省级选区为拉格朗孔布县。

## 人口

1962-2008年间拉瓦勒普拉代勒人口变化图示

拉瓦勒普拉代勒于2022年1月1日时的人口数量为1088人。